# Stary cmentarz żydowski w Tczewie
Stary Cmentarz Żydowski w Tczewie – tczewski cmentarz żydowski powstały w 1835 na potrzeby tczewskiej gminy żydowskiej. Zajmuje powierzchnię 0,2 ha na której - wskutek dewastacji z czasów nazistowskich – zachowały się tylko dwa nagrobki. Na cmentarzu znajduje się również tablica pamiątkowa i lapidarium z fragmentami kilku uszkodzonych macew.